# PKO Bank Polski
PKO Bank Polski (PKO BP) is de grootste en oudste bank in Polen en in 1919 gesticht.
De volledige naam in het Pools is: Powszechna Kasa Oszczędności Bank Polski Spółka Akcyjna ("Algemene Spaarbank - Poolse Bank N.V."). Dit bedrijf komt in de beursindex WIG 20 voor.